# Supercoppa polacca 2024 (pallavolo femminile)
La Supercoppa polacca 2024, 19ª edizione della Supercoppa nazionale femminile di pallavolo, si è svolta il 21 settembre 2024: al torneo hanno partecipato due squadre di club polacche e la vittoria finale è andata per la terza volta al BKS.

## Formula
La formula ha previsto una gara unica.

## Squadre partecipanti
| Squadra       | Qualificazione                           |
| ------------- | ---------------------------------------- |
| Chemik Police | Vincitrice Liga Siatkówki Kobiet 2023-24 |
| BKS           | Vincitrice Coppa di Polonia 2023-24      |

## Torneo
| 21 settembre 2024 Hala Sportowo-Widowiskowa, Ostrowiec Świętokrzyski Durata: 1h:20 - Spettatori: 1 357 | Chemik Police | 0 - 3 | BKS | 13-25, 16-25, 21-25 |